# ОШ „Бранко Радичевић” Витковац
ОШ „Бранко Радичевић” из Витковца, насељеног места на територији града Краљева, државна је установа основног образовања, основана 1905. године. Име носи по једном од познатијих српских песника, Бранку Радичевићу.
Школа дадашњи назив носи од 1960. године. Поред матичне школе постоје и три издвојена одељења у Закути, Милаковцу и Печеногу.